# Communauté de communes des Vals de Gartempe et Creuse
La  communauté de communes des Vals de Gartempe et Creuse (CCVGC) était une communauté de communes française, située dans le département de la Vienne, en région Nouvelle-Aquitaine.

## Histoire
- Date arrêté : 7 juin 1999.
- Date effet : 30 décembre 1999.
- 19 juin 2000 : arrêté n° 2000/D2/B1 050 portant modification des statuts (nouvelle appellation).
- 6 février 2001 : arrêté n° 2001/D2/B1-004 autorisant l'adhésion de la Communauté de Communes au SIMER.
- 18 octobre 2002 : arrêté n° 2002/D2/B1-052 modification de compétences (chemins de randonnées).
- 27 août 2002 : arrêté n° 2002/D2/B1-040 modification de compétences (collecte et traitement des ordures ménagères).
- 31 décembre 2003 : arrêté n° 2003/D2/B1-044 modification de compétences (création et gestion d'aires d'accueil pour les gens du voyage).
- 16 novembre 2006 : modification des statuts.
- 1er janvier 2017 : intégration dans la communauté d'agglomération de Grand Châtellerault[2]

## Territoire communautaire

### Géographie
La communauté de communes se trouve dans l'est du département.
Elle s'étend sur :
- huit communes du canton de Pleumartin ;
- trois communes du canton de Saint-Savin.

### Composition
| Nom                    | Code Insee | Gentilé       | Superficie (km2) | Population (dernière pop. légale) | Densité (hab./km2) |
| ---------------------- | ---------- | ------------- | ---------------- | --------------------------------- | ------------------ |
| Pleumartin (siège)     | 86193      | Pleumartinois | 23,92            | 1 233 (2014)                      | 52                 |
| Angles-sur-l'Anglin    | 86004      | Anglois       | 14,75            | 384 (2014)                        | 26                 |
| La Bussière            | 86040      |               | 32,09            | 323 (2014)                        | 10                 |
| Chenevelles            | 86072      | Chenevellois  | 29,30            | 470 (2014)                        | 16                 |
| Coussay-les-Bois       | 86086      | Coussayais    | 43,32            | 973 (2014)                        | 22                 |
| Leigné-les-Bois        | 86125      |               | 29,97            | 571 (2014)                        | 19                 |
| Lésigny                | 86129      | Lésinois      | 13,21            | 544 (2014)                        | 41                 |
| Mairé                  | 86143      | Mairéens      | 20,57            | 162 (2014)                        | 7,9                |
| La Roche-Posay         | 86207      | Rochelais     | 35,31            | 1 547 (2014)                      | 44                 |
| Saint-Pierre-de-Maillé | 86236      | Maillois      | 74,89            | 882 (2014)                        | 12                 |
| Vicq-sur-Gartempe      | 86288      | Vicquois      | 33,22            | 653 (2014)                        | 20                 |

### Démographie
| 1999  | 2006  | 2012  |
| ----- | ----- | ----- |
| 7 266 | 7 610 | 7 724 |

| 2013  | - | - |
| ----- | - | - |
| 7 723 | - | - |

| Hommes | Classe d’âge | Femmes |
| ------ | ------------ | ------ |
| 0,8    | 90 ans ou +  | 2,4    |
| 10,1   | 75 à 89 ans  | 14,3   |
| 17,4   | 60 à 74 ans  | 17,7   |
| 21,7   | 45 à 59 ans  | 20,4   |
| 19,3   | 30 à 44 ans  | 17,8   |
| 14     | 15 à 29 ans  | 12,8   |
| 16,7   | 0 à 14 ans   | 14,5   |

| Hommes | Classe d’âge | Femmes |
| ------ | ------------ | ------ |
| 0,5    | 90 ans ou +  | 1,5    |
| 7,2    | 75 à 89 ans  | 10,1   |
| 13,4   | 60 à 74 ans  | 13,9   |
| 20,7   | 45 à 59 ans  | 19,9   |
| 19,6   | 30 à 44 ans  | 18,8   |
| 20,8   | 15 à 29 ans  | 20     |
| 17,7   | 0 à 14 ans   | 15,9   |

## Administration

### Siège
La communauté de communes compte 25 conseillers communautaires.
| Angles-sur-l'Anglin    | Jean-François Lecamp et Luc Dentin                                     |
| La Bussière            | Éric Viaud et Vivianne Vila                                            |
| Chenevelles            | Jean-Michel Mazaud et Thierry Renaudet                                 |
| Coussay-les-Bois       | Michel Favreau et René Clochard                                        |
| Leigné-les-Bois        | Elsy Lassalle et Serge Grateau                                         |
| Lésigny                | Daniel Tremblais et Patrick Beauvais                                   |
| Mairé                  | René Grandin et Thierry Triphose                                       |
| Pleumartin             | Éric Bailly, Isabelle Ponchaux et Sébastien Audinet                    |
| La Roche-Posay         | Pascale Moreau, John Boudouin, Patricia Hylinski et Bertrand Cussaguet |
| Saint-Pierre-de-Maillé | Jean-Pierre Joseph et Lionel Bregeard                                  |
| Vicq-sur-Gartempe      | Didier Boulanger et Nadia Bigot                                        |

### Élus
| noms               | fonctions       | commissions |
| ------------------ | --------------- | --- |
| Daniel Tremblais   | président       | Stratégie, culture et patrimoine et communication                                                                             |
| Pascale Moreau     | vice-présidents | Développement économique, aides aux entreprises et habitat                                                                    |
| Éric Bailly        | vice-présidents | Affaires sociales, petite enfance, jeunesse et sport                                                                          |
| Jean-Pierre Joseph | vice-présidents | Projets structurants et travaux mutualisation des moyens, étude mission urbanisme et supports techniques chantier d’insertion |
| Michel Favreau     | vice-présidents | Finances, vie associative et animations, développement durable et environnement, sentiers de randonnée                        |

### Liste des présidents
| Période | Période  | Identité         | Étiquette | Qualité                                             |
| ------- | -------- | ---------------- | --------- | --------------------------------------------------- |
| ?       | 2008     | René Barré       | SE        | Maire de La Roche-Posay                             |
| 2008    | ?        | Bernard Doury    | DVD       | Maire de Pleumartin Conseiller général de la Vienne |
| ?       | En cours | Daniel Tremblais | PS        | Maire de Lésigny                                    |

### Compétences
Les compétences de la communauté de communes sont :
- la collecte et traitement des déchets des ménages et déchets assimilés ;
- la politique du cadre de vie ;
- la protection et mise en valeur de l'environnement ;
- l'action sociale ;
- les dispositifs contractuels de développement urbain, de développement local et d'insertion économique et sociale ;
- la création, aménagement, entretien et gestion de zone d'activités industrielle, commerciale, tertiaire, artisanale ou touristique ;
- l'action de développement économique (Soutien des activités industrielles, commerciales ou de l'emploi, Soutien des activités agricoles et forestières...) ;
- le tourisme ;
- les activités culturelles ou socioculturelles ;
- le schéma de cohérence territoriale (SCOT) ;
- la politique du logement social ;
- l'opération programmée d'amélioration de l'habitat (OPAH) ;
- autres.